# 板倉頼重
板倉 頼重（　）は室町時代後期の武将。

## 生涯
蕨城城主・渋川義堯の息子。兄弟に渋川義基 (蕨渋川氏)がいる。息子の板倉好重は、深溝松平家の松平好景に仕えた。
　父の義堯は1526年に、蕨城にて北条氏綱に殺害されており、家督は兄弟の義基が継いだ。
　一方頼重はその後三河に下向し、深溝松平好景に仕えた。その後、板倉姓を名乗った。
　なお、板倉重定との関係性ははっきりしていない。